# Élection présidentielle portugaise de 1996
L’élection présidentielle portugaise de 1996 (en portugais : Eleições presidenciais portuguesas de 1996) s'est tenue le 14 janvier 1996, afin d'élire le président de la République pour un mandat de cinq ans.
Le scrutin, qui opposait seulement deux candidats, a vu la nette victoire du maire de Lisbonne et candidat socialiste Jorge Sampaio.

## Contexte
Après avoir accompli deux mandats consécutifs, le président de la République Mário Soares, leader historique du Parti socialiste (PS), n'est pas autorisé par la Constitution à concourir. Contrairement à son prédécesseur António Ramalho Eanes, son mandat a été marqué par une incroyable stabilité politique, le Premier ministre libéral Aníbal Cavaco Silva se maintenant au pouvoir entre 1985 et 1995, le record de la IIIe République, ainsi que par l'adhésion du Portugal à la Communauté économique européenne (CEE).
Si en 1987 et 1991 le Parti social-démocrate (PPD/PSD) a remporté la majorité absolue à l'Assemblée de la République, il a connu une assez nette défaite lors des élections locales de décembre 1983, poussant Cavaco Silva à céder le leadership du centre-droit à son numéro deux de toujours, Fernando Nogueira. Ce dernier n'a cependant pas été en mesure de rivaliser, lors des élections législatives du 1er octobre 1995 avec le secrétaire général du PS António Guterres, qui a ramené sa formation au pouvoir avec une forte majorité relative.
Cet échec des libéraux a poussé Aníbal Cavaco Silva à présenter sa candidature à la présidentielle, afin d'éviter que les socialistes ne détiennent tous les leviers du pouvoir. Encore perçu comme une référence par les cadres et les militants du PPD/PSD, l'ancien Premier ministre, premier candidat social-démocrate issu du parti depuis 1976, dispose d'un bilan impressionnant, ayant engagé pendant dix années la modernisation du pays, des grands travaux, de nombreuses privatisations et signé le traité de Maastricht.
En fin de campagne, Sampaio voit Jerónimo de Sousa, candidat communiste, et Alberto Matos, candidat d'extrême-gauche, se retirer en sa faveur.

## Mode de scrutin
Le président de la République (en portugais : Presidente da República Portuguesa) est élu au suffrage universel direct pour un mandat de cinq ans, renouvelable une fois consécutivement. Tout candidat doit justifier auprès du Tribunal constitutionnel d'au moins 7 500 et d'au plus 15 000 parrainages d'électeurs inscrits sur les listes électorales.
L'élection se déroule selon les modalités du scrutin uninominal majoritaire à deux tours. Si un candidat remporte au premier tour la majorité absolue des suffrages exprimés, il est proclamé élu. Si ce n'est pas le cas, les deux candidats ayant remporté, après désistements éventuels, le plus grand nombre de suffrages sont autorisés à se présenter à un second tour, au plus tard le vingt-et-unième jour suivant. Celui qui remporte le plus grand nombre de voix est alors élu. Ce cas de figure ne s'est présenté qu'une seule fois, lors de l'élection présidentielle de 1986.

## Campagne

### Candidats
Les candidats sont présentés dans l'ordre déterminé par tirage au sort.
| Candidat | Candidat                         | Parti                                                                                     | Remarque                              |
| -------- | -------------------------------- | ----------------------------------------------------------------------------------------- | ------------------------------------- |
|          | Aníbal Antonio Cavaco Silva      | Partido Social Democrata (PPD/PSD) Partido Popular (CDS-PP)                               | Ancien Premier ministre (1985 - 1995) |
|          | Jorge Fernando Branco de Sampaio | Partido Socialista (PS) Partido Comunista Português (PCP) União Democrática Popular (UDP) | Maire de Lisbonne                     |

## Résultats

### Voix
| Inscrits                 | Inscrits                 | Inscrits                 | 8 693 636 |             |  |  |
| Abstentions              | Abstentions              | Abstentions              | 2 930 658 | 33,71 %     |  |  |
| Votants                  | Votants                  | Votants                  | 5 762 978 | 66,29 %     |  |  |
|                          |                          |                          |           |             |  |  |
| Bulletins enregistrés    | Bulletins enregistrés    | Bulletins enregistrés    | 5 762 978 |             |  |  |
| Bulletins blancs ou nuls | Bulletins blancs ou nuls | Bulletins blancs ou nuls | 132 791   | 2,3 %       |  |  |
| Suffrages exprimés       | Suffrages exprimés       | Suffrages exprimés       | 5 630 187 | 97,7 %      |  |  |
|                          |                          |                          |           |             |  |  |
|                          | Candidat                 | Parti                    | Suffrages | Pourcentage |  |  |
|                          | Jorge Sampaio            | Parti socialiste         | 3 035 056 | 53,91 %     |  |  |
|                          | Aníbal Cavaco Silva      | Parti social-démocrate   | 2 595 131 | 46,09 %     |  |  |

### Analyse
Avec un taux de participation légèrement supérieur à celui enregistré cinq ans plus tôt, l'élection présidentielle de 1996 confirme une tendance observée depuis 1976, une victoire au premier tour du candidat ayant le soutien du Parti socialiste (PS). Sampaio, qui avait également reçu l'appui du Parti communiste portugais (PCP) contrairement à Mário Soares, reflue par rapport au score de ce dernier mais se maintient au-dessus des 3 000 000 de suffrages. Bénéficiant de son image d'homme de gauche modéré, de l'union de son camp et de la dynamique née de la victoire du PS aux législatives d'octobre précédent, il remporte une victoire claire mais pas massive.
S'il détient le record de longévité au pouvoir, Aníbal Cavaco Silva ne parvient pas à jouer de son ancienne popularité, de son image de modernisateur et sur ses réussites passées. Ayant quitté le pouvoir à peine trois mois plus tôt, il souffre des mêmes maux qui ont amené à la défaite de son parti lors du scrutin parlementaire, notamment l'envie de renouveau et la dégradation de la situation économique en 1993, qui a écorné son image de bon gestionnaire. Il réalise d'ailleurs ses meilleurs résultats dans le nord et l'intérieur du pays, ainsi qu'aux Açores et à Madère, fiefs sociaux-démocrates.